# Maria Adelaide, Grã-Duquesa de Luxemburgo
Maria Adelaide, Grã-Duquesa de Luxemburgo (Castelo de Berg, 14 de junho de 1894 — Hohenburg, 24 de janeiro de 1924) foi a filha mais velha e sucessora de Guilherme IV, Grão-Duque de Luxemburgo e de sua consorte, a infanta Maria Ana de Bragança. Os seus avós paternos eram Adolfo, Grão-Duque de Luxemburgo e a princesa Adelaide Maria de Anhalt-Dessau. Os seus avós maternos eram o rei Dom Miguel I de Portugal e a princesa Adelaide de Löwenstein-Wertheim-Rosenberg. 

## Biografia
Maria Adelaide, a mais velha de seis filhas, foi proclamada herdeira presuntiva em 10 de julho de 1907, para resolver a crise de sucessão. Quando seu pai morreu, em 25 de fevereiro de 1912, tornou-se a primeira grã-duquesa reinante de Luxemburgo. Ela foi também a primeira monarca de Luxemburgo, desde 1216, que nasceu dentro do país.
Muito interessada em política, Maria Adelaide participou ativamente do governo e da vida política do grão-ducado. Durante a Primeira Guerra Mundial, teve uma relação cordial com os ocupadores germânicos, os quais criticou duramente depois do fim da guerra.
Embora não tenha feito nada inconstitucional, vozes no parlamento começaram a exigir sua abdicação em janeiro de 1919. Ao mesmo tempo, figuras políticas proeminentes na França e na Bélgica começaram a expor planos para anexar o grão-ducado ao seu território. Depois de consultar o primeiro-ministro, Maria Adelaide abdicou no dia 14 de janeiro de 1919, sendo sucedida por sua irmã, Carlota.
Maria Adelaide entrou para um convento das Irmãs dos Pobres, em Módena, com o nome de "Irmã Maria dos Pobres", e morreu no Castelo de Hohenburg, de gripe, aos vinte e nove anos de idade.
Sua cripta está na Catedral de Notre-Dame de Luxemburgo.